# NGC 2459
NGC 2459 est un groupe de 5 étoiles ou possiblement un amas ouvert situé dans la constellation du Petit Chien. Il a été découvert par l'astronome germano-britannique William Herschel en 1785.
Avec son télescope, John Herschel (en 1828) n'a pu observer que les étoiles centrales que l'on voit sur l'image. Ces étoiles occupent une dimension de 1,5 minute d'arc. Mais, il y a plusieurs autres étoiles à proximité et c'est peut-être la raison pour laquelle la base de données Simbad indique que c'est possiblement un amas ouvert.